# Thomas Heneage
 Thomas Heneage, född 1532, död den 17 oktober 1595, var en hovman vid Elisabet I:s hov. Omkring år 1565 framgår det av källorna att drottningen offentligen flirtade med Heneage, vilket ledde till svartsjuka hos Elisabets gunstling, Robert Dudley, earl av Leicester. Heneage hade tidigare varit god vän med earlen, och denna vänskap återställdes uppenbarligen då Leicester i sitt testamente refererar till Heneage som "min gode gamle vän". ("my good old friend"). År 1586 skickades Heneage av drottningen till Nederländerna. Hans uppdrag var att till Generalstaterna överlämna budskapet från Elisabet att hon var mycket missbelåten med det faktum att Generalstaterna förlänat Leicester titeln Governor-General, och med att Leicester accepterat detta. Heneage läste upp detta mycket vredgade brev från drottningen inför Generalstaterna, medan Leicester var tvungen att stå bredvid och höra på. Heneage var också god vän med sir Francis Walsingham. År 1563 valdes han in som medlem av Underhuset för valkretsen Boston. Han utnämndes även till Treasurer of the Queen's Privy Chamber (ekonomiföreståndare för drottningens privata hov), och senare till Vice Chamberlain of the Royal Household, ett av de högsta ämbetena vid hovet.
Thomas Heneage föddes på Copt Hall i Epping, Essex och han var son till Robert Heneage, Esq. och dennes hustru Lucy Buckton. Thomas gifte sig med Anne Poyntz omkring år 1555, hon var dotter till sir Nicholas Poyntz och Joan Berkeley. Thomas och Anne fick ett barn tillsammans, Elizabeth Finch, 1:a grevinna av Winchilsea som gifte sig med sir Moyle Finch, 1:e baronet Finch den 4 november 1572. Heneage gifte senare om sig med Mary Browne, grevinna av Southampton den 17 oktober 1595. I detta äktenskap föddes inga barn. Thomas Heneage dog den 17 oktober 1595 och begravdes i St. Paul's Cathedral.